# Neivamyrmex leonardi
Neivamyrmex leonardi är en myrart som först beskrevs av Wheeler 1915.  Neivamyrmex leonardi ingår i släktet Neivamyrmex och familjen myror. Inga underarter finns listade i Catalogue of Life.

## Bildgalleri

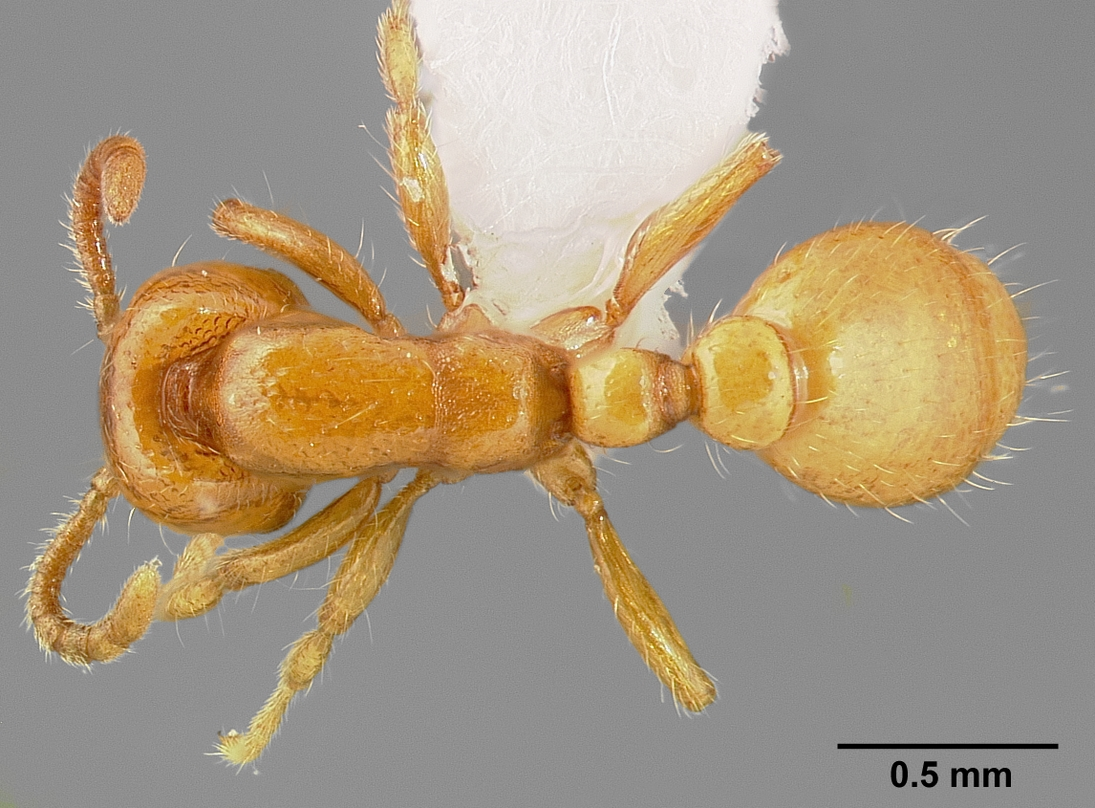
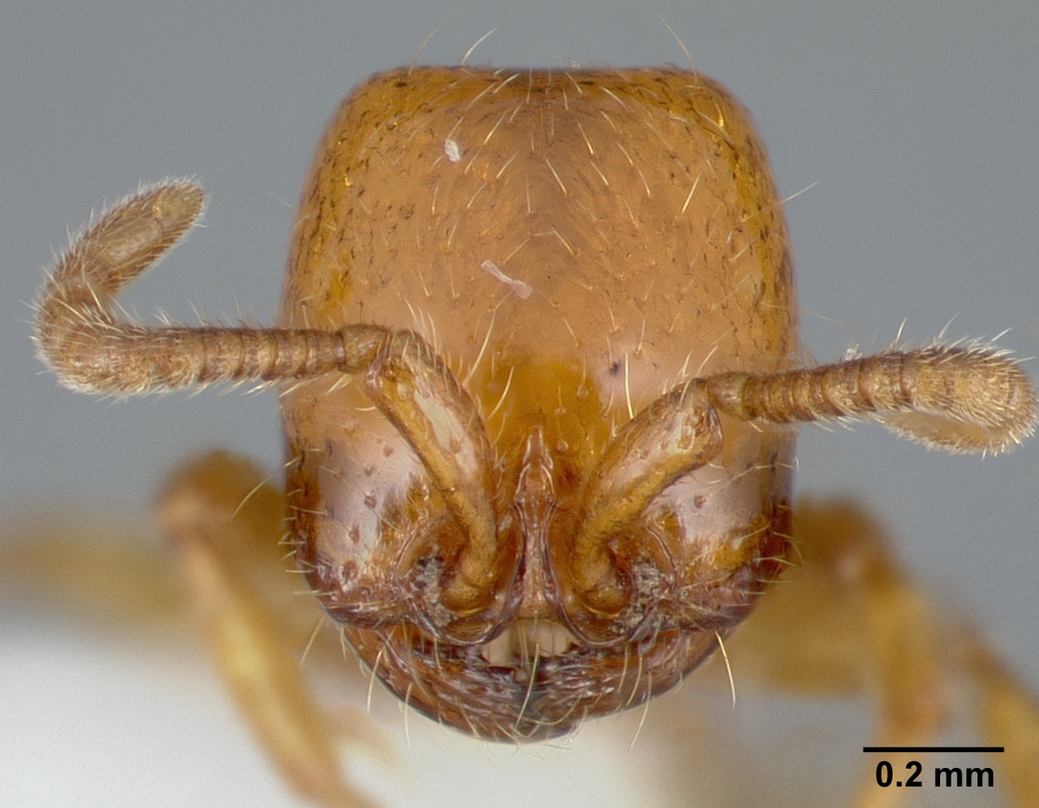
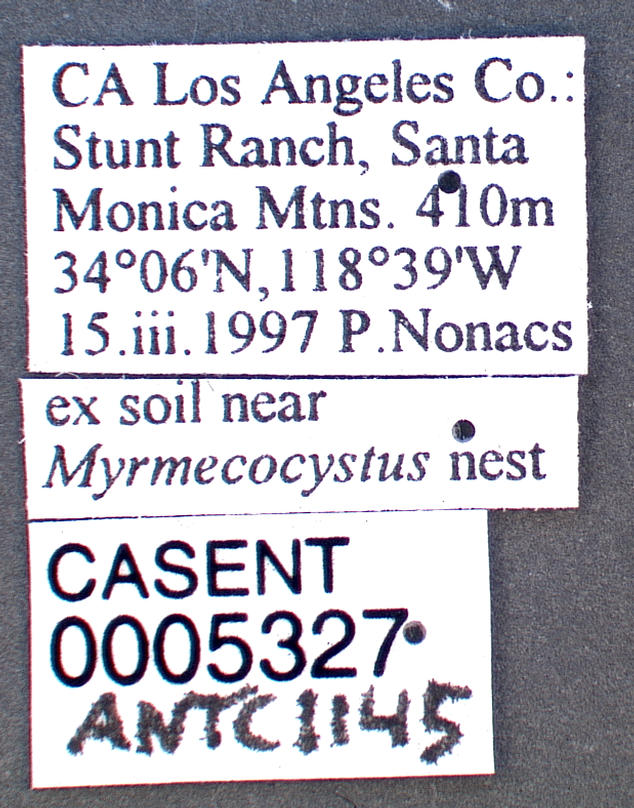
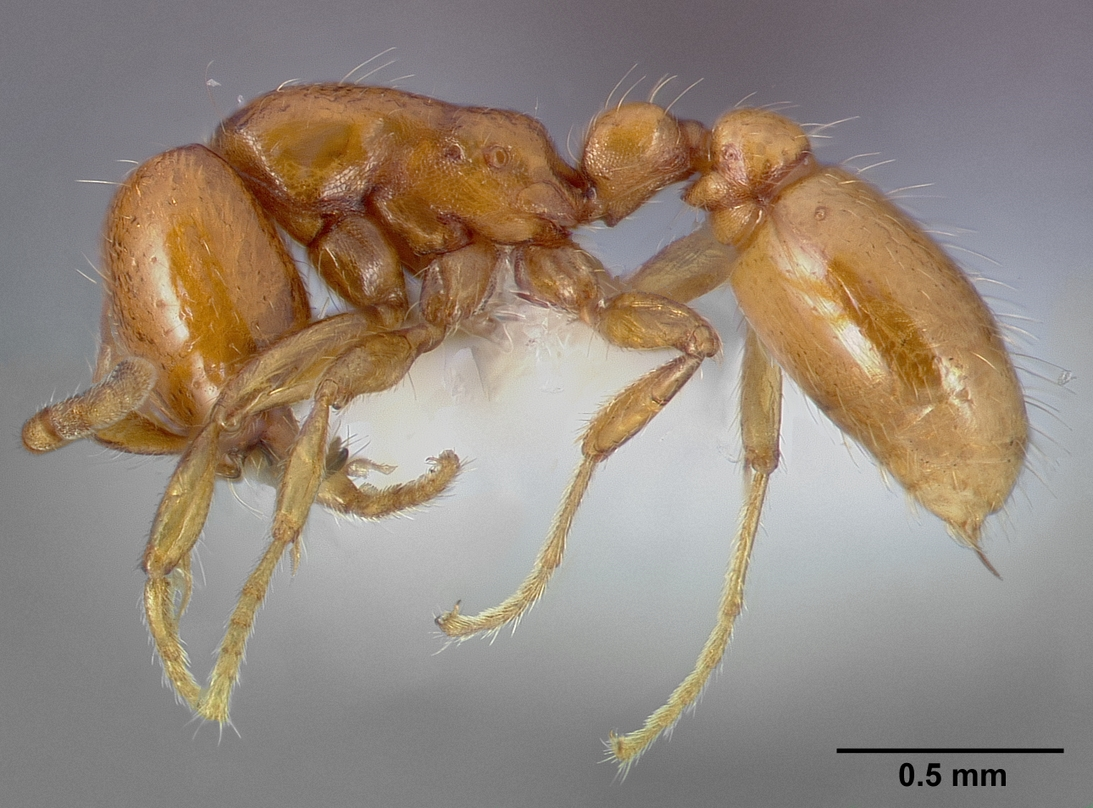